# Partição da Síria

Composição étnico-religiosa da Síria (1976)

Partição da Síria é um cenário para encerrar a Guerra Civil Síria,  o que significaria a divisão do país em linhas sectárias (religiosas) e étnicas.  A guerra é considerada como grande parte um conflito sectário.  A Rússia, os Estados Unidos, Israel e outros representantes das Nações Unidas sugeriram a ideia de "divisão federal" (uma tentativa considerada como "balcanização"). O presidente Bashar al-Assad não descartou a possibilidade de um estado federal democrático na Síria. A oposição síria, no entanto, rejeitou a oferta durante as negociações; sendo afirmado que "dividir a Síria não é aceitável a todos" e que um "governo não-central" é a direção certa.  Os curdos, no entanto, estão abertos à ideia. 
Rojava, ou "Curdistão sírio", foi declarado unilateralmente uma federação autônoma em 17 de março de 2016, a qual foi rejeitada pelo governo sírio e reprovada pela Turquia e pelos Estados Unidos. 